# Dicranomyia (Nealexandriaria) ludmilla
Dicranomyia (Nealexandriaria) ludmilla is een tweevleugelige uit de familie steltmuggen (Limoniidae). De soort komt voor in het Australaziatisch gebied.